# Jane Krakowski
Jane Krakowski (/krəˈkaʊski/; nascuda Krajkowski; nascuda l'11 d'octubre de 1968) és una actriu, còmica i cantant nord-americana. És més coneguda pel seu paper protagonista com a Jenna Maroney a la sèrie de comèdia satírica de la NBC 30 Rock (2006–2013, 2020), per la qual va rebre quatre nominacions als premis Primetime Emmy com a millor actriu secundària en una sèrie de comèdia. Altres papers televisius destacats han inclòs Elaine Vassal a la sèrie de comèdia i drama legal de la Fox Ally McBeal (1997–2002) i Jacqueline White a la sèrie de comèdia de Netflix Unbreakable Kimmy Schmidt (2015–2020). Per aquest últim, va rebre una altra nominació al premi Primetime Emmy a la millor actriu secundària a una sèrie de comèdia.
Krakowski va fer el seu debut al llargmetratge com la cosina Vicki Johnson a la comèdia de carretera National Lampoon's Vacation (1983), a la qual van seguir papers a The Flintstones in Viva Rock Vegas (2000),), Ice Age (2002), Alfie (2004), Open Season (2006), Pixels (2015), i The Willoughbys (2020)
Krakowski actua regularment a l'escenari, guanyant el premi Tony a la millor actriu de repartiment a un musical per la seva actuació al revival de Broadway de Nine (2003), a més de rebre nominacions als premis Tony per a Grand Hotel (1989) i She Loves Me (2016). Va rebre el premi Laurence Olivier a la Millor Actriu de Musical per la seva actuació al revival del West End de  Guys and Dolls (2005).

## Primers anys
Krakowski va néixer i es va criar a Parsippany-Troy Hills, Nova Jersey, filla d'Ed Krajkowski, un enginyer químic, i de Barbara (née Benoit), instructora de teatre universitari i directora artística de producció de la Women's Theater Company. Té un germà gran. La família del seu pare és polonesa, i encara que ella parla molt poc polonès, el seu pare i els seus avis ho fan amb fluïdesa.
Krakowski va créixer immersa en l'escena del teatre local com a resultat de les activitats dels seus pares, i va dir en una entrevista: "En lloc de contractar cangurs, em van portar amb ells." Va prendre classes de ballet als quatre anys, però més tard es va aturar perquè tenia la forma del cos equivocada, en lloc d'avançar més cap al ball de Broadway. Va assistir a la Parsippany High School i després a la Professional Children's School de la ciutat de Nova York i a la Mason Gross School of the Arts a la Universitat de Rutgers, New Brunswick.

## Carrera

### Televisió

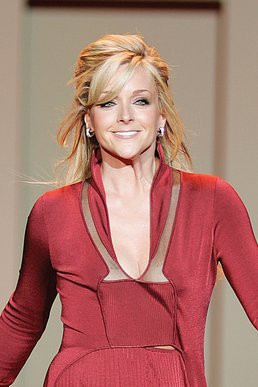
Krakowski a la col·lecció de vestits vermells de 2007 per a The Heart Truth

El seu primer paper important en televisió va ser com Theresa Rebecca "TR" Kendall a la telenovel·la de la NBC Search for Tomorrow per al bloc de programació NBC Daytime, que va interpretar des de 1984 fins que el programa va acabar el 26 de desembre de 1986. Va ser nominada per dos premis Daytime Emmy consecutius pel seu paper el 1986 i el 1987.
De 1997 a 2002, Krakowski va interpretar a l'assistent d'oficina Elaine Vassal a la sèrie de comèdia i drama de la Fox Ally McBeal; el seu paper li va valdre una nominació al Globus d'Or a la millor actriu secundària el 1999.
El 2006, Krakowski va participar en la sèrie de comèdia de la NBC 30 Rock, on va interpretar a Jenna Maroney, un membre del repartiment del programa de comèdia de ficció TGS with Tracy Jordan. El 2009, 2010, 2011 i 2013, va rebre nominacions al premi Primetime Emmy a la millor actriu secundària en una sèrie de comèdia pel seu paper a 30 Rock.
El 2015, Krakowski va ser elegida per a la sèrie de comèdia de Netflix Unbreakable Kimmy Schmidt com a Jacqueline White, per la qual va rebre la seva cinquena nominació al Premi Primetime Emmy.
Les seves aparicions com a convidades inclouen un anunci de televisió de 1981 per al videojoc Solar Fox; una aparició convidada el 1996 a Early Edition com a Dr. Handleman (temporada 1, episodi tres: "Baby"); Aparicions de 2003 a Everwood com a psicòloga Dra. Gretchen Trott, un interès amorós pel personatge de Treat Williams, el Dr. Andrew Brown; i a Law & Order: Special Victims Unit com Emma Spevak, una assassina en sèrie de dones grans; i una aparició convidada el 2013 a l'episodi "The Fabulous Faker Boy" de The Simpsons com a Zhenya. Va protagonitzar un episodi de Due South i diversos episodis de Modern Family.
El 18 de novembre de 2020, Fox va anunciar oficialment el reinici de la sèrie del programa de jocs de la dècada de 1950 Name Name That Tune. Jane Krakowski com a presentadora i l'antic jutge d'American Idol Randy Jackson com a líder de la banda. Estrena el 6 de gener de 2021 (acompanyant el spin-off de Masked Singer a la seva programació de dimecres a la nit), la sèrie coexisteix a la programació de Fox amb la seva sèrie similar Beat Shazam. Està coproduït per Eureka, Prestige i Fox Alternative Entertainment. Krakowski va declarar "una de les raons per les quals volia fer Name That Tune era actuar de nou davant d'un públic en directe."
També té un paper secundari a la sèrie de comèdia musical d'Apple TV+ Schmigadoon! protagonitzada per Cecily Strong.

### Cinema

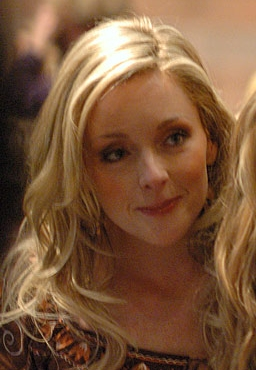
Krakowski al Festival de Cinema de Sundance el gener de 2005

Després del seu debut cinematogràfic, National Lampoon's Vacation, el 1983,, Krakowski va aparèixer a Fatal Attraction, The Flintstones in Viva Rock Vegas (on va interpreter a Betty Rubble), Marci X, Alfie, Go, Cirque du Freak: The Vampire's Assistant, Dance with Me, Stepping Out, Pretty Persuasion, Kit Kittredge: An American Girl, i Mom at Sixteen. Krakowski va ser contractada originalment per a la pel·lícula de terror Sleepaway Camp (1983), però va abandonar just abans de començar el rodatge perquè va sentir que l'escena de la mort del seu personatge amb una planxa era massa violenta. Va aparèixer a When Zachary Beaver Came to Town com una mare que vol convertir-se en cantant. El 2004, va protagonitzar la versió televisiva d'Alan Menken d'A Christmas Carol, presentada com el Fantasma dels Nadals Passats. El 2006, va proporcionar la veu de la cérvol Giselle a la pel·lícula d'animació, Open Season.

### Teatre
Un cantant formada, Krakowski ha fet nombroses aparicions a l'escenari. Als 18 anys, va originar el paper de "Dinah the Dining Car" a la producció de Broadway de 1987 de Starlight Express. Va aparèixer al musical de Broadway Grand Hotel de 1989 com a mecanògrafa i aspirant a estrella de cinema Flaemmchen, pel qual va ser nominada a un premi Tony. El seu número en solitari, "I Want to Go to Hollywood", està inclòs a la gravació del repartiment original. Als American Comedy Awards de l'any 2000, Krakowski va obtenir crítiques entusiastes quan va interpretar un homenatge musical amb càrrega sexual i una carta d'amor al president de Microsoft, Bill Gates.
El 1995, va interpretar a l'assistent de vol April en el revival de Company de la Roundabout Theater Company. El 1996, va protagonitzar al costat de Sarah Jessica Parker el revival de Broadway d'Once Upon a Mattress.
El gener de 2002, Windham Hill Records va publicar un àlbum que Jim Brickman havia gravat, titulat Love Songs & Lullabies ; aquest àlbum comptava amb Krakowski com a vocalista de la cançó "You", que es va convertir en un èxit a les estacions de ràdio contemporànies per a adults. Brickman i Krakowski van gravar una versió de Nadal alternativa de la cançó. Va aparèixer a l'àlbum Broadway Cares: Home for the Holidays, cantant la cançó "Santa Baby". El 2003, va protagonitzar Carla al revival de Broadway de Nine, pel qual va guanyar el premi Tony a la millor actriu de repartiment en un musical. Krakowski és conegut per una acrobàcia contra la gravetat durant el número "A Call from the Vatican". Krakowski i el director van lluitar per trobar una empresa que la permetés fer acrobàcies aèries sense arnès; A Krakowski se li va ocórrer la idea d'utilitzar el mètode descrit anteriorment a Broadway Bare . Krakowski va recordar que el material va trigar molt a arribar, i la segona vegada que ho va fer va ser a la primera actuació.

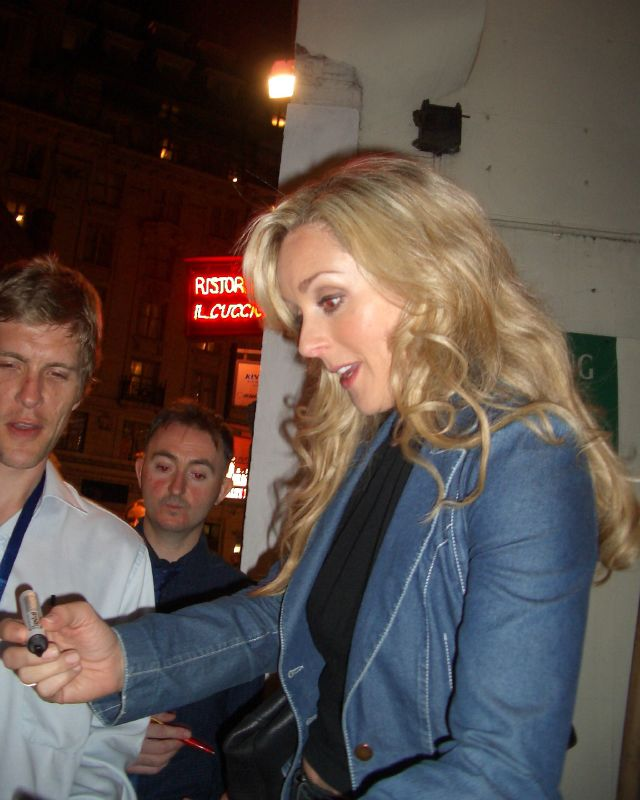
Krakowski signant autògrafs després d'una actuació de Guys and Dolls

El 2005, va protagonitzar Miss Adelaide a la revival del West End de Guys and Dolls al Piccadilly Theatre de Londres . Krakowski va rebre el premi Laurence Olivier 2006 a la millor actriu en un musical per la seva actuació i va interpretar un espectacle de cabaret anomenat Better When It's Banned, que va incloure diverses cançons dels anys 20 i 30 que van ser considerades atrevides a l'època de la seva popularitat original.
Krakowski va actuar en un taller de producció del gener de 2007 i en una audició de patrocinadors per a una adaptació musical de Broadway de la pel·lícula Xanadu de 1980, amb música de la banda sonora de la pel·lícula i un llibre de Douglas Carter Beane. Xanadu es va estrenar a Broadway l'estiu de 2007, encara que el paper de Krakowski és interpretat per Kerry Butler.
El 2008, Krakowski va interpretar a Lola a la producció del New York City Centerr de Damn Yankees al costat de Sean Hayes i Cheyenne Jackson.
Els dies 30 i 31 de juliol de 2009, Krakowski va interpretar el personatge principal en una lectura de Mrs. Sharp, la música de la qual va ser composta i la lletra va ser escrita per Ryan Scott Oliver, i el llibre va ser escrit per Kirsten A. Guenther, a Playwrights Horizons.
Va interpretar el paper d'Ilona Ritter en el revival a Broadway de la Roundabout Theatre Company de She Loves Me de Jerry Bock i Sheldon Harnick. El musical es va estrenar el 17 de març de 2016 a Studio 54. Krakowski va guanyar el premi Fred i Adele Astaire 2016 com a millor ballarina en un espectacle de Broadway, el premi Outer Critics Circle a la millor actriu destacada en un musical i el premi Drama Desk, millor actriu destacada en un musical. També va ser nominada al premi Tony, Actriu secundària en un musical.

### D'altres
Krakowski va interpretar a Wanda al vídeo musical de la cançó "Goodbye Earl" de Dixie Chicks l'any 2000.

## Vida personal
Krakowski es va comprometre amb Robert Godley el 2009. Tenen un fill, Bennett Robert Godley, nascut l'abril de 2011. La parella es va separar el 2013.
El gener de 2021, el Daily Mail va al·legar que Krakowski va mantenir una relació de nou mesos amb Mike Lindell, l'inventor de My Pillow, entre finals del 2019 i l'estiu del 2020. Tant Krakowski com Lindell van negar l'acusació, i Lindell va demandar el Daily Mail per difamació.El cas va ser desestimat per la base que una "persona raonable" no veuria res de l'article del Daily Mail com a difamatori.
El novembre de 2021, Krakowski va contraure un cas innovador de COVID-19 i es va veure obligat a retirar-se d'Annie Live! de la NBC on havia d'interpretar a Lily St. Regis.

## Filmografia

### Cinema
| Any  | Títol                                    | Paper                    | Notes              |
| ---- | ---------------------------------------- | ------------------------ | ------------------ |
| 1983 | National Lampoon's Vacation              | Cousin Vicki Johnson     |                    |
| 1987 | Fatal Attraction                         | Christine                |                    |
| 1991 | Stepping Out                             | Lynne                    |                    |
| 1996 | Mrs. Winterbourne                        | Christine                |                    |
| 1997 | Hudson River Blues                       | Diane                    |                    |
| 1998 | Dance With Me                            | Patricia Black           |                    |
| 1999 | Go                                       | Irene Halverson          |                    |
| 2000 | The Flintstones in Viva Rock Vegas       | Betty O'Shale            |                    |
| 2002 | Ice Age                                  | Rachel the Sloth (veu)   |                    |
| 2003 | Marci X                                  | Lauren Farb              |                    |
| 2003 | When Zachary Beaver Came to Town         | Heather Wilson           |                    |
| 2004 | Alfie                                    | Dorie                    |                    |
| 2005 | Pretty Persuasion                        | Emily Klein              |                    |
| 2006 | Barnyard                                 | Female Coyote            | (veu)              |
| 2006 | Open Season                              | Giselle (veu)            |                    |
| 2007 | Surf's Up                                | Sheila Limberfin (veu)   | Escenes esborrades |
| 2008 | The Rocker                               | Carol                    |                    |
| 2008 | Kit Kittredge: An American Girl          | Miss May Dooley          |                    |
| 2008 | Open Season 2                            | Giselle (veu)            |                    |
| 2009 | Cirque du Freak: The Vampire's Assistant | Corma Limbs              |                    |
| 2014 | Adult Beginners                          | Miss Jenn                |                    |
| 2014 | Big Stone Gap                            | Sweet Sue Tinsley        |                    |
| 2015 | Pixels                                   | Primera Dama Jane Cooper |                    |
| 2015 | Mildred & The Dying Parlor               | Tutti                    | Curtmetratge       |
| 2018 | Henchmen                                 | Jane (veu)               |                    |
| 2020 | The Willoughbys                          | Mother Willoughby (veu)  |                    |
| 2021 | My Little Pony: A New Generation         | Queen Haven (veu)        |                    |

### Televisió
| Any             | Títol                                 | Paper                                                 | Notes                                                       |
| --------------- | ------------------------------------- | ----------------------------------------------------- | ----------------------------------------------------------- |
| 1983            | No Big Deal                           | Margaret                                              | Pel·lícula per a la televisió                               |
| 1984–1986       | Search for Tomorrow                   | Theresa Rebecca "T.R." Kendall                        | 107 episodis                                                |
| 1989            | Another World                         | Tonya                                                 | 9 episodis                                                  |
| 1989            | When We Were Young                    | Linda Rosen                                           | Especial televisiu                                          |
| 1993            | Alex Haley's Queen                    | Jane Jackson                                          | 2 episodis                                                  |
| 1993            | The Young Indiana Jones Chronicles    | Dale Winter                                           | Episodi: "Young Indiana Jones and the Mystery of the Blues" |
| 1994            | Due South                             | Catherine Burns                                       | Episodi: "An Invitation to Romance"                         |
| 1996            | Early Edition                         | Dr. Handleman                                         | Episodi: "Baby"                                             |
| 1997–2002       | Ally McBeal                           | Elaine Vassal                                         | 110 episodis                                                |
| 2001, 2005      | CatDog                                | CatDog's Mother (Sasquatch) / Pussycat Catfield (veu) | 2 episodis                                                  |
| 2002            | Just a Walk in the Park               | Rachel Morgan                                         | Pel·lícula per a la televisió                               |
| 2002–2003       | Everwood                              | Dr. Gretchen Trott                                    | 2 episodis                                                  |
| 2002, 2004      | Rocket Power                          | Breezy (veu)                                          | 2 episodis                                                  |
| 2004            | Law & Order: Special Victims Unit     | Emma Spevak                                           | Episodi: "Bound"                                            |
| 2004            | Taste                                 | Samantha Neal                                         | Pilot                                                       |
| 2004            | Hack                                  | Mrs. Smith                                            | Episodi: "One for My Baby"                                  |
| 2004            | A Christmas Carol                     | Ghost of Christmas Past / Lamplighter                 | Pel·lícula per a la televisió                               |
| 2005            | Mom at Sixteen                        | Donna Cooper                                          | Pel·lícula per a la televisió                               |
| 2006            | Sex, Love, Power, and Politics        | Sloan                                                 | Pilot                                                       |
| 2006–2013, 2020 | 30 Rock                               | Jenna Maroney                                         | 129 episodis                                                |
| 2008            | A Muppets Christmas: Letters to Santa | Claire's Mom                                          | Pel·lícula per a la televisió                               |
| 2013            | The Simpsons                          | Zhenya (veu)                                          | Episodi: "The Fabulous Faker Boy"                           |
| 2014, 2017      | Modern Family                         | Dr. Donna Duncan                                      | 3 episodis: Under Pressure, Basketball! and Clash Of Swords |
| 2014            | American Dad!                         | Charlotte (veu)                                       | Episodi: "Roger Passes the Bar"                             |
| 2015–2020       | Unbreakable Kimmy Schmidt             | Jacqueline White                                      | 52 episodis                                                 |
| 2015            | Younger                               | Annabelle Bancroft                                    | Episodi: "Shedonism"                                        |
| 2015            | Saturday Night Live                   | Jenna Maroney                                         | Episodi: "Tracy Morgan/Demi Lovato"                         |
| 2016            | Dead Boss                             | Helen Stephens                                        | Pilot                                                       |
| 2016            | Robot Chicken                         | Various voices                                        | Episodi: "Yogurt in a Bag"                                  |
| 2016            | She Loves Me                          | Ilona Ritter                                          | Pel·lícula per a la televisió                               |
| 2017            | Sofia the First                       | Sizzle (veu)                                          | Episodi: "The Royal Dragon"                                 |
| 2017            | Difficult People                      | Lizzie McCormick                                      | Episodi: "Cindarestylox"                                    |
| 2017            | BoJack Horseman                       | Honey Sugarman (veu)                                  | Episodi: "The Old Sugarman Place"                           |
| 2017            | Tangled: The Series                   | Willow (veu)                                          | Episodi: "The Way of the Willow"                            |
| 2017–2020       | At Home with Amy Sedaris              | Herself / Beverly                                     | 2 episodis                                                  |
| 2017            | A Christmas Story Live!               | Miss Shields                                          | Especial televisiu                                          |
| 2017–2020       | Match Game                            | Ella mateixa                                          | Multiple episodis                                           |
| 2018            | Drunk History                         | Sheralee                                              | Episodi: "Sex"                                              |
| 2019            | Last Week Tonight with John Oliver    | Spokesperson                                          | Episodi: "June 2, 2019"                                     |
| 2019–2021       | Dickinson                             | Emily Norcross Dickinson                              | Main cast                                                   |
| 2020            | AJ and the Queen                      | Beth Barnes Beagle                                    | Episodi: "Fort Worth"                                       |
| 2020            | Curb Your Enthusiasm                  | Veronica                                              | Episodi: "The Ugly Section"                                 |
| 2020            | RuPaul's Drag Race: All Stars         | Guest judge                                           | Episodi: "Stand-Up Smackdown"                               |
| 2021–present    | Name That Tune                        | pRESENTADORA                                          | 10 episodis                                                 |
| 2021            | Ziwe                                  | Mom                                                   | Episodi: "55%"                                              |
| 2021            | Schmigadoon!                          | The Countess                                          | Paper principal                                             |

### Teatre
| Any  | Títol                | Paper                     | Teatre                        | Notes              |
| ---- | -------------------- | ------------------------- | ----------------------------- | ------------------ |
| 1981 | A Little Night Music | Fredrika Armfeldt         | Theatre at St. Peter's Church | Off-Off-Broadway   |
| 1987 | Starlight Express    | Dinah the Dining Car      | Gershwin Theatre              | Broadway           |
| 1989 | Grand Hotel          | Frieda "Flaemmchen" Flamm | Martin Beck Theatre           | Broadway           |
| 1993 | Face Value           | Jessica Ryan              | Cort Theatre                  | Broadway           |
| 1995 | Company              | April                     | Criterion Center Stage Right  | Broadway           |
| 1996 | One Touch of Venus   | Gloria Kramer             | New York City Center          | Off-Broadway       |
| 1996 | Tartuffe             | Mariane                   | Circle in the Square Theatre  | Broadway           |
| 1996 | Once Upon a Mattress | Lady Larken               | Broadhurst Theatre            | Broadway           |
| 2002 | Funny Girl           | Fanny Brice               | New Amsterdam Theatre         | Concert a Broadway |
| 2003 | Nine                 | Carla Albanese            | Eugene O'Neill Theatre        | Broadway           |
| 2005 | Guys and Dolls       | Adelaide                  | Piccadilly Theatre            | West End           |
| 2007 | Xanadu               | Clio / Kira               | Taller                        | Lectura            |
| 2008 | Damn Yankees         | Lola                      | New York City Center          | Encores!           |
| 2009 | Mrs. Sharp           | Mrs. Sharp                | Taller                        | Lectura            |
| 2016 | She Loves Me         | Ilona Ritter              | Studio 54                     | Broadway           |
| 2018 | Beauty and the Beast | Mrs. Potts                | Hollywood Bowl                | Los Angeles        |

## Discografia
Krakowski va debutar amb un àlbum en solitari el 15 de juliol de 2010. És un àlbum de versions titulat Laziest Gal in Town. Va ser publicat per DRG Records.
Enregistraments:
- 1992: Grand Hotel, gravació d'estudi (principalment el repartiment original de Broadway)
- 1995: Company, repartiment del revival de Broadway
- 1997: Once Upon a Mattress, repartiment del revival de Broadway
- 1997: Sondheim at the Movies (cantant la cançó guanyadora de l'Oscar "Sooner or Later" de Dick Tracy)
- 1998: The Burt Bacharach Album
- 2002: A Broadway Valentine
- 2003: Nine, repartiment del revival de Broadway
- 2004: A Christmas Carol, television cast recording
- 2010: The Laziest Gal in Town, solo album
- 2016: She Loves Me, repartiment del revival de Broadway

## Premis i nominacions

### Cinema i televisió
| Any  | Associació                          | Categoria                                                                         | Treball                   | Resultat  |
| ---- | ----------------------------------- | --------------------------------------------------------------------------------- | ------------------------- | --------- |
| 1986 | 13ns Premis Daytime Emmy            | Actriu jove destacada en una sèrie dramàtica                                      | Search for Tomorrow       | Nominat   |
| 1987 | 14th Daytime Emmy Awards            | Actriu jove destacada en una sèrie dramàtica                                      | Search for Tomorrow       | Nominat   |
| 1998 | 4ts Premis Screen Actors Guild      | Actuació destacada del conjunt en una sèrie comèdia                               | Ally McBeal               | Nominat   |
| 1999 | 5ns Premis Screen Actors Guild      | Actuació destacada del conjunt en una sèrie comèdia                               | Ally McBeal               | Guanyador |
| 1999 | 56ns Premis Globus d'Or             | Millor Actriu de Repartiment – Sèries, miniseries o pel·lícula per a la televisió | Ally McBeal               | Nominat   |
| 2000 | 6ns Premis Screen Actors Guild      | Actuació destacada del conjunt en una sèrie comèdia                               | Ally McBeal               | Nominat   |
| 2001 | 7ns Premis Screen Actors Guild      | Actuació destacada del conjunt en una sèrie comèdia                               | Ally McBeal               | Nominat   |
| 2001 | 5ns Premis Golden Satellite         | Millor Actriu – Sèries televisives de comèdia o musical                           | Ally McBeal               | Nominat   |
| 2008 | 14ns Premis Screen Actors Guild     | Actuació destacada del conjunt en una sèrie comèdia                               | 30 Rock                   | Nominat   |
| 2009 | 15ns Premis Screen Actors Guild     | Actuació destacada del conjunt en una sèrie comèdia                               | 30 Rock                   | Guanyador |
| 2009 | 61rs Premis Primetime Emmy          | Millor actriu secundària en sèrie còmica                                          | 30 Rock                   | Nominat   |
| 2010 | 16ns Premis Screen Actors Guild     | Actuació destacada del conjunt en una sèrie comèdia                               | 30 Rock                   | Nominat   |
| 2010 | 62ns Primetime Emmy Awards          | Millor actriu secundària en sèrie còmica                                          | 30 Rock                   | Nominat   |
| 2011 | 17ns Premis Screen Actors Guild     | Actuació destacada del conjunt en una sèrie comèdia                               | 30 Rock                   | Nominat   |
| 2011 | 63ns Premis Primetime Emmy          | Millor actriu secundària en sèrie còmica                                          | 30 Rock                   | Nominat   |
| 2011 | 1rs Premis de la Crítica televisiva | Millor actriu secundària en sèrie còmica                                          | 30 Rock                   | Nominat   |
| 2012 | 18ns Premis Screen Actors Guild     | Actuació destacada del conjunt en una sèrie comèdia                               | 30 Rock                   | Nominat   |
| 2013 | 19ns Premis Screen Actors Guild     | Actuació destacada del conjunt en una sèrie comèdia                               | 30 Rock                   | Nominat   |
| 2013 | 65ns Premis Primetime Emmy          | Millor actriu secundària en sèrie còmica                                          | 30 Rock                   | Nominat   |
| 2014 | 20ns Premis Screen Actors Guild     | Actuació destacada del conjunt en una sèrie comèdia                               | 30 Rock                   | Nominat   |
| 2015 | 67ns Premis Primetime Emmy          | Millor actriu secundària en sèrie còmica                                          | Unbreakable Kimmy Schmidt | Nominat   |
| 2016 | 7ns Premis de la Crítica televisiva | Millor actriu secundària en sèrie còmica                                          | Unbreakable Kimmy Schmidt | Guanyador |
| 2021 | 1rs Premis de la Crítica Súper      | Millor Dolent en una pel·lícula                                                   | The Willoughbys           | Nominat   |

### Teatre
| Any  | Premi                      | Categoria                                           | Trebakk        | Resultat  |
| ---- | -------------------------- | --------------------------------------------------- | -------------- | --------- |
| 1990 | Premi Tony                 | Millor actriu de repartiment a un musical           | Grand Hotel    | Nominat   |
| 1990 | Premi Drama Desk           | Actriu de repartiment més destacada a un musical    | Grand Hotel    | Nominat   |
| 2003 | Premi Tony                 | Millor actriu de repartiment a un musical           | Nine           | Guanyador |
| 2003 | Premi Drama Desk           | Actriu de repartiment més destacada a un musical    | Nine           | Guanyador |
| 2003 | Premi Outer Critics Circle | Actriu de repartiment més destacada a un musical    | Nine           | Guanyador |
| 2006 | Premis Laurence Olivier    | Millor Actriu de Musical                            | Guys and Dolls | Guanyador |
| 2016 | Premi Tony                 | Actriu de repartiment més destacada a un musical    | She Loves Me   | Nominat   |
| 2016 | Premi Drama Desk           | Actriu de repartiment més destacada a un musical    | She Loves Me   | Guanyador |
| 2016 | Premi Outer Critics Circle | Actriu de repartiment més destacada a un musical    | She Loves Me   | Guanyador |
| 2016 | Premi Astaire              | Ballarina més destacada a un espectacle de Broadway | She Loves Me   | Guanyador |